# Jan Kuklík (1940–2009)
Jan Kuklík (23. června 1940 Praha — 22. srpna 2009 Praha) byl český historik a pedagog, specializující se v oblasti českých dějin především na období Protektorátu a Mnichovské krize.

## Život
Po úspěšných studiích na Filosofické fakultě Karlovy univerzity nastoupil tamtéž v roce 1964 vědeckou aspiranturu a od té doby na fakultě soustavně působil. Specializoval se na československé dějiny 20. století, pro tento obor se i habilitoval a v roce 1997 byl jmenován profesorem. Od roku 2003 pedagogicky působil i na katedře historie Pedagogické fakulty UJEP v Ústí nad Labem, od roku 2006 na Filozofické fakultě tamtéž.
Na konci šedesátých let začal pracovat jako tajemník na Letní škole slovanských studií, v roce 1989 se stal ředitelem Letní školy i Ústavu bohemistických studií.
Profesor Kuklík byl autorem osmi monografií a stovek vědeckých studií. Často spolupracoval především s historikem Janem Gebhartem. Zemřel v srpnu 2009 v průběhu 53. běhu Letní školy slovanských studií ve věku 69 let. 17. září 2009 se mělo konat řízení k udělení titulu doktor věd profesoru Kuklíkovi.
Jan Kuklík byl otcem českého historika a právníka Jana Kuklíka ml.

## Vzdělání a kariéra
- 1962 Diplom v oborech historie – český jazyk a literatura, FF UK Praha
- 1964 – 1966 interní aspirant, tamtéž
- 1966 – 1970 odborný asistent, tamtéž
- 1970 – 1975 odborný pracovník, LŠSS, tamtéž
- 1975 – 1985 odborný asistent, katedra PVH a archivnictví, katedra československých dějin, FF UK Praha
- 1986 – 1989 docent, katedra českých a evropských dějin FF UK Praha
- 1989 – 2009 ředitel Ústavu bohemistických studií a LŠSS, FF UK Praha
- 1997 – profesor českých dějin, FF UK Praha
- 2003 – profesor, katedra historie PF UJEP Ústí n. L.
- 2006 – profesor, katedra historie FF UJEP Ústí n. L.

## Dílo

### Monografie, kapitoly v knihách
- J. KUKLÍK- J.GEBHART: Velké dějiny zemí Koruny české. Sv. XVa. 1938–1945; 1. vyd. 2006, Velké dějiny zemí Koruny české. Praha - Litomyšl: Paseka; 683 s. ISBN 80-7185-264-3.
- J. KUKLÍK- J.GEBHART: Velké dějiny zemí Koruny české. Sv. XVb. 1938–1945; 1. vyd. 2007, Velké dějiny zemí Koruny české. Praha - Litomyšl: Paseka; 727 s. ISBN 80-7185-264-3.
- J. KUKLÍK- J.GEBHART, Druhá republika 1938–1939. Svár demokracie a totality v politickém, společenském a kulturním životě. 1. vydání Praha - Litomyšl: Paseka, 2004, 315 s. ISBN 80-7185-626-6.
- J. KUKLÍK - J. HASIL, Výbor z textů k dějinám českého myšlení. (A selection of texts to the history of Czech thought.) 1. vydání Praha: Karolinum, 2000, 249 s. ISBN 80-246-0042-0.

### Studie
- J. KUKLÍK: Nástup K. H. Franka do čela okupační moci a správy v protektorátu Čechy a Morava, editoři: Kuklík Jan, Hasil Jiří; In: Přednášky z 51. běhu Letní školy slovanských studií. I. vyd. 2008, Přednášky z LŠSS. Praha: UK v nakladatelství I.S.V.; s. 148-161. ISBN 978-80-86642-47-5.
- J. KUKLÍK: Spisovatelský manifest a Petiční výbor Věrni zůstaneme! editoři: Kuklík Jan, Hasil Jiří; In: Přednášky z 51. běhu Letní školy slovanských studií. 1. vyd. 2008, Přednášky z LŠSS. Praha: UK v nakladatelství I.S.V.; s. 148-161. ISBN 978-80-86642-47-5.
- J. KUKLÍK: Úvahy nad biografiemi Emila Háchy, editoři: Kuklík Jan, Hasil, J.; In: Přednášky z 51. běhu Letní školy slovanských studií. 1. vyd. 2008, Přednášky z LŠSS. Praha: UK v nakladatelství I.S.V.; s. 806-818 . ISBN 978-80-86642-47-5.
- J. KUKLÍK, Antonín Hampl - pokus o politický portrét jedné z profilujících osobností československé sociální demokracie meziválečného období. In: Pocta profesoru Zdeňku Kárníkovi. 1. vydání Praha: Karolinum, 2003, 143-149 s. Editor Jiří Štaif. ISBN 80-246-0612-7.
- J. KUKLÍK, Česká domácí protinacistická rezistence a arizace židovského majetku. (Czech Home Antinazist Resistence and Aryanization of Jewish Property.) 1. vydání PRAHA: Univerzita Karlova, 2003, 236-264 s.
- J. KUKLÍK, Němci očima Čechů 1938-1943. (Germans vis-a-vis Czechs in the Years 1938-1943.) In: Česká společnost za velkých válek 20. století (pokus o komparaci). 1. vydání Praha: Univerzita Karlova, 2003, 57-76 s. Editoři: J. Gebhart, I.Šedivý, ISBN 80-246-0742-5.
- J. KUKLÍK, Život v Protektorátu Čechy a Morava. (Life in the Protectorate of Bohemia and Moravia.) In: XV. Letní škola historie. Padesátá a šedesátá léta v československých i světových dějinách. 1. vydání Praha: Porta linguarum, 2003, 156- 167 s. Editor: J.Kohnová, ISBN 80-86554-00-7.
- J. KUKLÍK- J.GEBHART, Agónie politického života druhé republiky. (The Agony of Political Life in the Second Republik.) In: Slezský sborník. Ročník 101, číslo3, 271-284 s. ISSN 0037-6833.
- J. KUKLÍK, Změny v politickém systému druhé republiky. (Changes in the Political Systém of the Second Republick.) In: Letní škola historie. Nejnovější československé dějiny v kontextu obecných dějin. Vybraná témata v období od r. 1938 do poloviny padesátých let. 1. vydání Praha: Porta linguarum, 2002, 4-14 s. Editor: Kohnová, J. ISBN 80-901833-9-5.
- J. KUKLÍK- J.GEBHART, Úsilí o obnovu československého státu a jeho podíl na společném boji velké koalice. (The Effort to Restore the Czekoslovak State and its Share in the Common Fight of the Great Coalition.) In: Od Velké Moravy k NATO. Český stát a střední Evropa. 1. vydání Praha: 163-167 s. ISBN 80-86316-33-5.
- J. KUKLÍK, Němci očima Čechů a období protektorátu a druhé světové války. Několik dílčích pohledů na rozsáhlou problematiku. (Germans vis-a-vis Czechs in the Protectorate and during World War II. Several particular views on the extensive issue.) In: Přednášky z XLIV. Běhu Letní školy slovanských studií. 1. vydání Praha: Univerzita Karlova, 2001, 199-214 s. Editor: Kuklík, J. ISBN 80-7308-004-4.
- J. KUKLÍK, Úloha agrární strany při změně politického systému druhé republiky a vzniku Strany národní jednoty. In: K úloze a významu agrárního hnutí v českých a československých dějinách. 1. vydání Praha: Univerzita Karlova, 2001, 133-142 s. ISBN 80-246-0179-6.
- J. KUKLÍK- J.GEBHART, Okupace českého pohraničí a jeho začlenění do Německé říše. In: Pocta Zděnku Jelínkovi - Práce muzea v Kolíně. 1. vydání Kolín, 2001, 62-76 s.
- J. KUKLÍK, Kultura a školství za druhé republiky. In: Přednášky XLV. běhu Letní školy slovanských studií. 1. vydání Praha: Univerzita Karlova, 2002, 195-216 s. ISBN 80-7308-023-0.
- J. KUKLÍK- J.GEBHART, Dva životy a jeden charakter. In: Alenka. K osmdesátinám Dr. Aleny Hájkové. Uspořádal Bořivoj Čelovský. Šenov u Ostravy, 2004, 7-14 s. ISBN 80-86101-95-9.
- J. KUKLÍK-V.DYKOVÁ, Charakteristika fondu Josefa Hlávky uloženého v literárním archivu Památníku národního písemnictví a jeho výpovědní hodnota. In: Josef Hlávka, jeho myšlenkový odkaz a 100 let činnost jeho nadace. 1. vydání Praha: ČVUT, 2004, 93-95 s. ISBN 80-01-03092-X.
- J. KUKLÍK, Mnichov a česká kultura. In: Přednášky XLVII. Běhu Letní školy slovanských studií. Editor: Kuklík, J. 1. vydání Praha: Univerzita Karlova, 2004, 228-240 s.
- J. KUKLÍK, Mnichov. Česká kultura a společnost. In: Mnichovská dohoda. Cesta k destrukci demokracie v Evropě. Editor: Němeček, *J. 1. vydání Praha, Univerzita Karlova, 2004, 201-213 s.
- KUKLÍK, Jan. K problematice vzniku národní fronty v domácím odboji: vývoj odbojové organizace PVVZ [Petiční výbor Věrni zůstaneme] na území Čech v letech 1939-1941. 1. vyd. Praha: Univerzita Karlova, 1976. 160 s. Acta Universitatis Carolinae. Philosophica et historica. Monographia; sv. LXVI-1976.

### Učebnice
- J. KUKLÍK- J. KUKLÍK, Dějepis pro gymnázia a střední školy, 4. 1. vydání Praha, 2002, 216 s. ISBN 80-7235-175-3.